# Afrocelestis lochaea
Afrocelestis lochaea är en fjärilsart som beskrevs av Edward Meyrick 1911. Afrocelestis lochaea ingår i släktet Afrocelestis och familjen äkta malar.
Artens utbredningsområde är Seychellerna. Inga underarter finns listade i Catalogue of Life.